# Sainte-Lucie aux Jeux olympiques d'été de 2012
Sainte-Lucie participe aux Jeux olympiques d'été de 2012 à Londres, au Royaume-Uni, du 27 juillet au 12 août de cette même année pour sa 5e fois à des Jeux d'été.

## Athlétisme
Les athlètes de Sainte-Lucie ont jusqu'ici atteint les minima de qualification dans les épreuves d'athlétisme suivantes (pour chaque épreuve, un pays peut engager trois athlètes à condition qu'ils aient réussi chacun les minima A de qualification, un seul athlète par nation est inscrit sur la liste de départ si seuls les minima B sont réussis), :
hommes
Concours
| Athlète        | Épreuve         | Qualification | Qualification | Finale   | Finale |
| Athlète        | Épreuve         | Distance      | Rang          | Distance | Rang   |
| -------------- | --------------- | ------------- | ------------- | -------- | ------ |
| Darvin Edwards | Saut en hauteur | NM            | -             | –        | –      |

Femmes
Concours
| Athlète        | Épreuve         | Qualification | Qualification | Finale   | Finale |
| Athlète        | Épreuve         | Distance      | Rang          | Distance | Rang   |
| -------------- | --------------- | ------------- | ------------- | -------- | ------ |
| Levern Spencer | Saut en hauteur | 1.90          | 19e           | –        | –      |

## Natation
| Athlète           | Épreuve      | Séries  | Séries | Demi-finales | Demi-finales | Finale | Finale |
| Athlète           | Épreuve      | Temps   | Rang   | Temps        | Rang         | Temps  | Rang   |
| ----------------- | ------------ | ------- | ------ | ------------ | ------------ | ------ | ------ |
| Danielle Beaubrun | 100 m brasse | 1:11.12 | 36e    | -            | -            | -      | -      |

## Voile
| Athlète(s) | Compétition  | Régate 1 | Régate 2 | Régate 3 | Régate 4 | Régate 5 | Régate 6 | Régate 7 | Régate 8 | Régate 9 | Régate 10 | Total net | Total net | Medal Race | Total | Rang |
| Athlète(s) | Compétition  | Score    | Score    | Score    | Score    | Score    | Score    | Score    | Score    | Score    | Score     | Score     | Rang      | Score      | Total | Rang |
| ---------- | ------------ | -------- | -------- | -------- | -------- | -------- | -------- | -------- | -------- | -------- | --------- | --------- | --------- | ---------- | ----- | ---- |
| Beth Lygoe | Laser Radial | 38       | 37       | 28       | 38       | 39       | 29       | 37       | 37       | 26       | 23        | 293       | 37e       | –          | –     | –    |